# L'Écrivain
L’Écrivain est une nouvelle d’Anton Tchekhov, publiée en 1885.

## Historique
L'Écrivain, dont le sous-titre est « saynète », est initialement publié dans la revue russe Le Journal de Pétersbourg, no 310, du 11 novembre 1885, signée Antocha Tchékhonté.

## Résumé
Ierchakov, propriétaire d’un magasin de thé, a commandé une annonce commerciale à l’écrivain public, M. Geine. Les vantardises côtoient les plus grands mensonges, mais le résultat plaît à Ierchakov. Il veut payer les cinq roubles de la prestation en thé et sucre. Geine refuse avant d’accepter.

## Édition française
- L’Écrivain, traduit par Édouard Parayre, in Œuvres I, Paris, Éditions Gallimard, coll. « Bibliothèque de la Pléiade » no 197, 1968  (ISBN 978-2-07-0105-49-6).